# 2891 McGetchin
2891 McGetchin este un asteroid din centura principală, descoperit pe 18 iunie 1980 de Carolyn Shoemaker.